# Mermbach
Mermbach ist eine Ortschaft in Radevormwald im Oberbergischen Kreis im nordrhein-westfälischen Regierungsbezirk Köln in Deutschland.

## Lage und Beschreibung
Der Ort liegt im Nordosten des Stadtgebietes im Tal des Uelfebaches am Rande des Industriegebietes Mermbach. 200 Meter südlich entspringt der in die Uelfe mündende Mermbach. Nachbarorte sind Uelfe I, Uelfe II, Uelfe III, und Radevormwald.
Politisch wird die Hofschaft durch den Direktkandidaten des Wahlbezirks 10 im Rat der Stadt Radevormwald vertreten.

## Geschichte
In einer Aufstellung eines reformierten Consortiums vom 20. Januar 1805 über die Einnahmen der Pastorat im Wiedenhofe, werden Ländereien in der „Mermbeck“ genannt.
In der Karte Topographische Aufnahme der Rheinlande von 1825 wird der Ort mit dem Namen „Marbach“ aufgeführt. In der Preußischen Uraufnahme von 1840 bis 1843 ist zwar die Hofstelle zu sehen, aber nicht benannt. Die historische topografische Karte von 1892 bis 1894 (Preußische Neuaufnahme) nennt die heute gebräuchliche Ortsbezeichnung „Mermbach“.

## Wanderwege
In etwa einhundert Meter Entfernung verläuft der Ortsrundwanderweg A3 am Ort vorbei.